# Kantonsschule Wattwil
Die Kantonsschule Wattwil (umgangssprachlich: Kanti Wattwil) ist eine Mittelschule des Kantons St. Gallen in Wattwil im Toggenburg mit ca. 750 Schülern. Neben dem Gymnasium wird auch eine Fachmittelschule (FMS) angeboten. Die Kantonsschule Wattwil ist die zweitgrösste St. Galler Mittelschule nach der Kantonsschule am Burggraben in St. Gallen.

## Geschichte
Der 1968 begonnene Neubau der Kantonsschule Wattwil wurde am 20. April 1970 mit sieben Klassen und 30 Lehrkräften als zweite Mittelschule im Kanton St. Gallen eröffnet. Die Gebäudefassaden wurden von den Architekten Otto Glaus und Heribert Stadlin aus Sichtbeton gestaltet.
Bereits im Jahr 1974 hatte die Schule mit Platzproblemen zu kämpfen, als die Schülerzahl von 154 auf über 500 gestiegen war. Indem in anderen Schulhäusern Zimmer gemietet wurden, konnte Abhilfe geschaffen werden. Ein gewünschter Erweiterungsbau wurde nicht gebaut.
Im Jahr 1992 nahm die durch Heribert Stadlin projektierte neue Mensa als separates Gebäude ihren Betrieb auf.

### Neubau
Aufgrund des Gebäudezustands und der Platzknappheit stand bereits in den 2000er-Jahren die Gesamterneuerung des Gebäudes an. Nachdem die Kantonsregierung diese aufgrund anderer Bauprojekte um 10 Jahre verschoben hatte, forderten Politiker aus dem Linthgebiet vorab eine Auslegeordnung mit möglichen anderen Standorten wie etwa in Rapperswil oder Uznach. Die Regierung hielt jedoch am Standort Wattwil fest; ein Schulweg aus dem Linthgebiet nach Wattwil sei den Schülern zumutbar.
Nachdem zunächst eine Sanierung und ein Ergänzungstrakt vorgesehen war, wurde am 17. November 2019 einem kompletten Neubau nahe dem Berufs- und Weiterbildungszentrum Toggenburg (BWZT) zugestimmt. Das alte Gebäude soll nach dem Umzug als temporärer Standort des BWZT dienen, da dessen Schulgebäude ebenfalls renoviert werden muss. Gleichzeitig begann die Gemeinde Wattwil mit der Planung einer Aussensportanlage auf dem Areal «Rietwis». Nach einem Architekturwettbewerb wurde im Juni 2021 das geplante Schulgebäude vorgestellt. Die Bauarbeiten sollen von 2023 bis 2025 dauern (Stand 2021).

## Aufbau
Die Kantonsschule besitzt eine Turnhalle, eine Mensa, eine Eingangshalle und eine Mediothek, worin man bequem und ruhig die Hausaufgaben erledigen kann, und eine Aula, in der auch regelmässig Konzerte und andere Veranstaltungen stattfinden.

## Einzugsgebiet
Obwohl die Schule inmitten des Toggenburgs liegt, kommen rund zwei Drittel der Schülerschaft von der anderen Seite des Rickens, dem Wahlkreis See-Gaster, was auf die geographische Lage des Kantons St. Gallen zurückzuführen ist. Die meisten Schüler benutzen den Voralpen-Express um vom Bahnhof Rapperswil zum Bahnhof Wattwil zu gelangen. Darum wird die Schule als Tagesschule geführt und verfügt über eine Mensa.

## Schulgeld
Schüler, deren Eltern im Kanton St. Gallen ihren Steuerwohnsitz haben, bezahlen kein Schulgeld. Für die Übrigen beträgt das Schulgeld pro Schuljahr 17'000 Franken. Die Aufnahmeprüfungsgebühr beträgt einmalig 200 Franken.

## Bildungsangebot

### Gymnasium

#### Schwerpunkte und Ergänzungsfächer
Am Wattwiler Gymnasium kann zwischen den folgenden Ausbildungstypen ausgewählt werden.
| - Physik und Anwendungen der Mathematik - Biologie und Chemie - Wirtschaft und Recht - Italienisch | - Spanisch - Latein - Musik - Gestalten |

Die Schwerpunktfächer Spanisch und Wirtschaft werden wahlweise bilingual angeboten; einige Schulfächer werden in englischer Sprache unterrichtet.
Zudem wird es auch ein Ergänzungsfach zu wählen geben im 3. Ausbildungsjahr
| - Physik - Chemie - Biologie - Anwendungen der Mathematik - Geschichte - Geografie - Philosophie | - Religionslehre - Wirtschaft und Recht - Pädagogik/Psychologie - Bildnerisches Gestalten - Musik - Sport - Informatik |

### Wirtschaftsmittelschule
Bis Sommer 2012 wurde eine Wirtschaftsmittelschule in Wattwil angeboten, die aufgrund von Sparmassnahmen des Kantons St. Gallen nur noch an anderen Standorten angeboten wird. Für den Ausbildungstyp Wirtschaftsmittelschule (WMS) wurde im Gegensatz zum Gymnasium ein Volksschulabschluss und eine erfolgreich absolvierte Aufnahmeprüfung verlangt.

### Fachmittelschule
Ein weiteres Bildungsangebot ist die Fachmittelschule (FMS). Voraussetzung ist ein Volksschulabschluss sowie eine erfolgreich absolvierte Aufnahmeprüfung in der 3. Sekundarklasse.

### Musik
An der Kantonsschule Wattwil wird Musik intensiv gefördert. Das Orchester il mosaico gehört zu den führenden Schweizer Jugendorchestern. Die Schule hat eine Big Band (Big Band Kanti Wattwil), einen Chor (cantacanti) sowie Lehrkräfte für einzelnen Instrumentalunterricht.
Die Big Band der Kantonsschule Wattwil wurde im Jahr 2009 von der Stadt Dietikon zur besten Schweizer Jugend Big Band ausgezeichnet. Diesen Titel gewann sie zwei Jahre später erneut.

## Bekannte Absolventen
- Monika Ribar, SBB
- Thomas Moser, Schweizerische Nationalbank
- Simon Ammann, Olympiasieger Skispringen
- Nicole Burth Tschudi, CEO Adecco
- Lukas Gschwend, Professor
- Pascal Weber, Auslandkorrespondent SRF
- Hildegard Elisabeth Keller, Professorin
- Markus Gebert, CEO Hostpoint